# Princesse lointaine
Princesse lointaine (француски, „далека принцеза“) је врста лика у средњовековним романима. Најчешћи предмет љубави витезова, жена високог друштвеног положаја и племенитог порекла, често и удаљена од главног лика, лепа и за дивљење. Неки витезови су се заиста заљубљивали у такве даме, попут Жофреа Рудела који се заљубио у Ходиерну од Триполија.
Израз се користи за даме чија је главна карактеристика била недодирљивост.

## Примери
- Госпа Мерион у Робину Худу
- Дулсинеја од Тобаза у Дону Кихоту
- Беатриче у Божанственој комедији
- Дејзи Буханан из Великог Гетсбија